# ماریا بلو
ماریا النا بِلّو (به انگلیسی: Maria Elena Bello) (زاده ۱۸ آوریل ۱۹۶۷) بازیگر آمریکایی است. وی بیشتر به خاطر حضور در فیلم مومیایی: آرامگاه امپراتور اژدها مشهور است.

## فیلم‌شناسی
فهرست برخی از فیلم‌هایی که ماریا بلو در آنها به ایفای نقش پرداخته‌است:
- پنجره مخفی
- مومیایی: آرامگاه امپراتور اژدها
- بزرگ‌شده‌ها ۲
- آدم‌ربایی
- سابقه خشونت
- زندانیان
- شهر نقره‌ای
- شخص سوم
- لچک به سر
- شیطانی
- مرکز تجارت جهانی
- تاریکی
- خواهران
- مک‌فارلند، آمریکا
- نیمه‌شب ماندگار
- موج پنجم
- در تاریکی
- بازپرداخت
- مردان کمپانی
- دوئت
- پروانه‌ای روی چرخ
- حمله به کلانتری ۱۳
- فوکوس خودکار
- دستمال زرد
- بریوتاون
- دیر شکوفا
- بهتر است فرار کنیم
- مرد آبی
- بخش فوریت‌های پزشکی (مجموعه تلویزیونی)
- جالوت (۲۰۱۶، مجموعه تلویزیونی)

## زندگی خصوصی
بلو یک فرزند از دوست پسر سابقش دان مکدرمات دارد.